# 施密特-卡尔曼滤波器
施密特-卡尔曼滤波器（Schmidt–Kalman Filter），是修改版的卡尔曼滤波，減少狀態估測的維度，不過仍有額外的狀態可以計算协方差矩阵及卡尔曼增益。常見的應用是考量像是傳感器誤差等擾嚷參數的影響，但又不增加狀態估測的維度，因此可以確保协方差矩阵可以準確的呈現誤差的分析情形。
不增加狀態空間維度，而使用施密特-卡尔曼滤波器的主要好處是減少運算的複雜度。因此可以用在即時系統的濾波中。另外一個使用施密特-卡尔曼滤波器的場合是殘餘誤差無法觀測的情形下，也就是說，無法從量測資料中將誤差效果獨立出來的情形。此時，施密特-卡尔曼滤波器是強健性的濾波方式，不去估計偏差的大小，但在真實誤差分析中去追蹤偏差的影響。
若是非線性系統，可以在目前的平均值及协方差估計值附近，將觀測模型及狀態傳遞模型線性化，類似延伸卡爾曼濾波的作法。

## 命名及歷史發展
Stanley F. Schmidt發展了施密特-卡尔曼滤波器，一方面說明不可觀察的偏差，同時又維持在實時系統實現需要的低維度。